# Litus
Litus és una pel·lícula espanyola de comèdia dramàtica de 2019 dirigida per Dani de la Orden i protagonitzada per Belén Cuesta, Adrián Lastra, Álex García, Quim Gutiérrez, Miquel Fernández i Marta Nieto.

## Sinopsi
Toni reuneix de nou els seus amics després d'un temps sense veure's. Després de la mort de Litus, per fi poden gaudir d'una estona junts. No obstant això, Toni té una notícia inesperada: Litus va deixar una carta de comiat per a cadascun d'ells. El que havia de ser una trobada per a parlar de Litus, es converteix en l'ocasió perfecta per a descobrir els secrets més íntims i totes les emocions amagades durant anys.

## Repartiment
- Belén Cuesta com Laia
- Adrián Lastra com Marcos
- Álex García com Pablo
- Quim Gutiérrez com Toni
- Miquel Fernández com Pepe
- Marta Nieto com Su
- Jorge Cabrera com Manager
- María Jesús Hoyos com a Mare
- José Manuel Valdés com a Pare

## Premis
| Any  | Premi                               | Categoria                                                   | Resultat   |
| ---- | ----------------------------------- | ----------------------------------------------------------- | ---------- |
| 2020 | Premis Sant Jordi de Cinematografia | Millor actriu espanyola (Marta Nieto)                       | Guanyadora |
| 2020 | Premis Feroz                        | Millor comèdia                                              | Nominada   |
| 2019 | Festival de Màlaga                  | Bisnaga de Plata al millor actor secundari (Quim Gutiérrez) | Guanyador  |